# Монастырь Иоанна Богослова (Патмос)
Монастырь Иоанна Богослова (греч. Μονή Αγ Ιωάννου Θεολόγου) — православный монастырь на острове Патмос (Греция), находится в юрисдикции Константинопольского патриархата. Основан на месте где, по преданию, находясь в ссылке, проповедовал Иоанн Богослов и где он получил «Откровение». В 1999 году монастырь был включён в число объектов Всемирного наследия ЮНЕСКО.

## История
Монастырь основан в 1088 году преподобным Христодулом, прибывшим на Патмос с острова Кос. Разрешение на строительство монастыря было получено от византийского императора Алексея I Комнина, который 11 апреля 1088 года выдал Христодулу золотую буллу, которой передал остров Патмос в собственность монастыря, освободил от всех налогов и запретил доступ на остров любым государственным чиновникам. Благодаря этому Патмос, по словам Ф. Шаландона, стал маленькою религиозной, почти независимой республикой, где могли жить только монахи.
Местом постройки монастыря был выбран холм с руинами храма Артемиды. Один из блоков её храма был использован в качестве престола для монастырского кафоликона во имя апостола Иоанна, украшенного фресками (самыми ранние датированы XII веком). Христодул стал первым игуменом основанного им монастыря и начал его строительство, продолжавшиеся 19 лет. Монастырь построен как крепость с бастионами и башнями. Вокруг него за годы строительство образовался небольшой посёлок с пастбищами, положивший начало городу Хора. Монастырь регулярно подвергался пиратским набегам. Христодул покинул его и вернулся на Кос, где скончался около 1111 года. Несмотря на это монастырь продолжил своё существование, позднее в него перенесли мощи Христодула, хранящиеся в часовне его имени. В период своего рассвета монастырь имел владения вне Патмоса — на Крите, Косе, Наксосе, в Смирне, на Закинфе. В XIII веке остров Патмос перешёл под власть Никейской империи, но уже императоры Феодор II Ласкарис и Михаил VIII Палеолог подтвердили все имущественные права права монастыря на Патмос (хрисовул Михаила VIII сохранился в монастырской библиотеке).
После 1453 года Патмос, как и другие греческие острова, попал под власть турок и выплачивал дань турецкому султану. В этот период монастырь продолжал действовать. В 1647 году монахи посетили Россию и преподнесли в дар царю Алексею Михайловичу «дивный и чудный камень с изображением Богородицы, выпавший из рук ангела в то время, когда евангелист Иоанн писал своё Евангелие». Данная реликвия вместе с частицей мощей святого Лазаря была помещена в Благовещенском соборе Московского Кремля. В 1770—1774 годы остров Патмос был занят русским флотом под руководством адмиралов Алексея и Фёдора Орловых. Кинжал одного из них хранится в монастырском музее.
В настоящее время в монастыре проживает около 40 монахов, богослужение совершается раз в сутки с 3 до 6 часов утра.

## Пещера Апокалипсиса

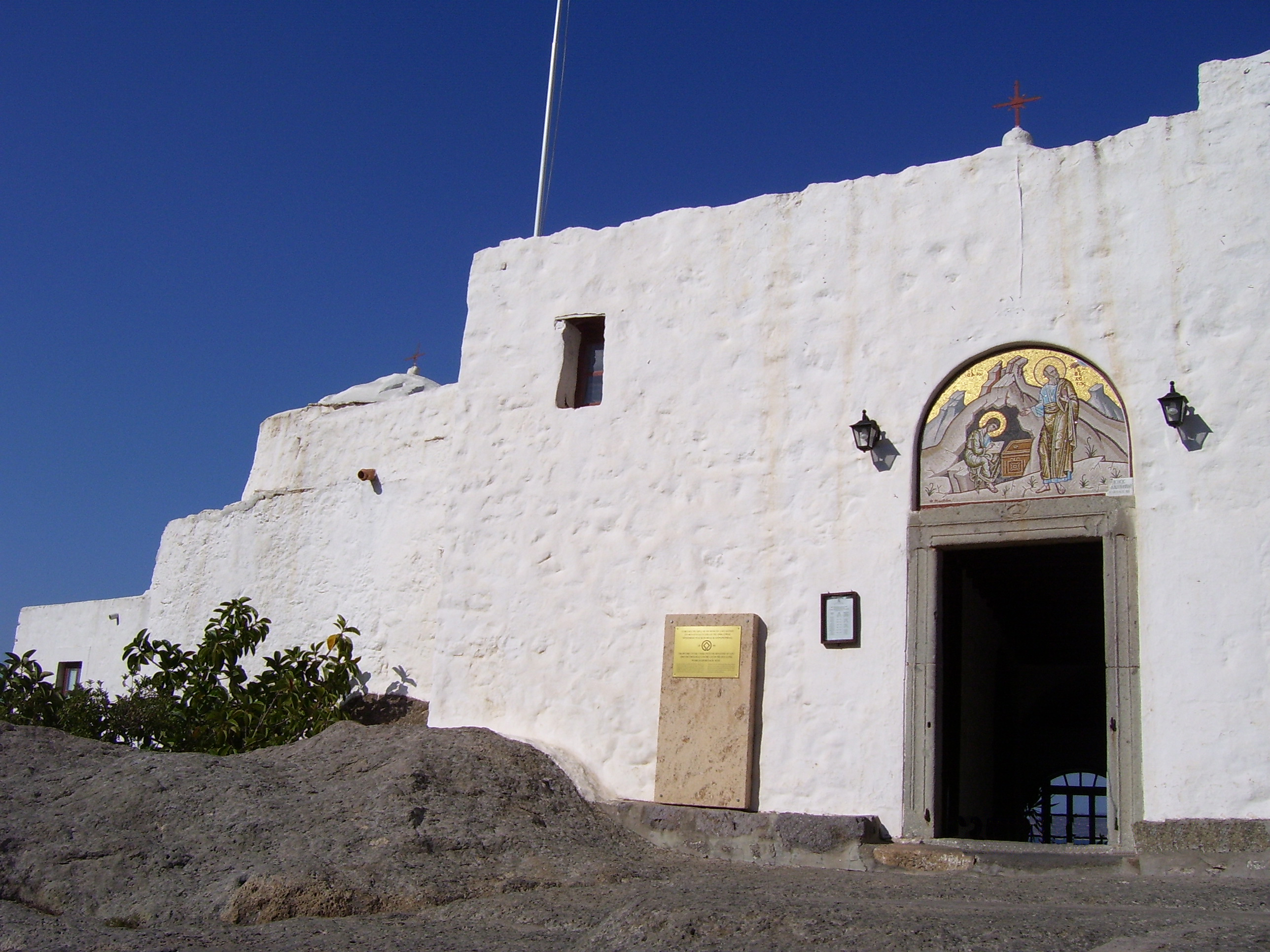
Вход в храм над пещерой Апокалипсиса

Рядом с монастырём расположена пещера, почитаемая как место, где апостол Иоанн Богослов около 67 года получил своё «Откровение», записанное его учеником Прохором. Ряд следов на её стенах связывают с пребыванием в ней апостола: углубление, куда он клал свою голову, каменный аналой, за которым писал Прохор, и т. п. В пещере устроена церковь с двумя приделами: один — сама пещера Откровения, а второй просторный придел во имя святой Анны. Пещера, как и монастырь, включена в число памятников Всемирного наследия.

## Библиотека монастыря
Монастырская библиотека обладает обширным собранием рукописных и старопечатных книг. Первые из них появились в монастыре при игумене Христодуле. В описи библиотеки начала XII века значились 330 рукописей (из них 267 на пергамене и 63 — на бумаге). Библиотека активно пополнялась: уже в описи 1335 года кроме богословских трудов указаны книги по истории и философии (сочинения Ксенофонта, Софокла, Диодора Сицилийского, Платона и др.). Самые ранние рукописи в этой описи относятся к V веку. В середине более полный каталог был составлен Иоанном Саккелионом, которым было указано множество сочинений, бывших до тех пор совершенно неизвестными историкам или считавшиеся утраченными.
В настоящее время библиотека является одной из наиболее крупных христианских библиотек. В ней хранится более тысячи рукописных книг (194 из них относятся к византийскому периоду), 11 инкунабул, около 1 200 печатных книг XVI—XVIII веков и несколько тысяч современных. В архиве монастыря хранятся уникальные документы по его истории начиная от хрисовула Алексея Комнина, положившего начало монастырю.